# 宣慈皇后 (越南)
宣慈皇后（越南语：／；？—1318年9月14日），姓陳氏楨（越南语：／），越南陳朝陳英宗陳烇的皇太后、陳明宗陳奣的太皇太后。
陳氏是陳仁宗陳昑的妃嬪，1293年仁宗讓位給皇太子陳烇時未給予她任何尊號，同年保聖太后去世。兩年後太上皇仁宗以陳氏教導陳烇有方，而准許陳烇尊她為皇太后。
1293年，陳英宗陳烇讓位給皇太子陳奣，是為陳明宗，尊陳氏為太皇太后，後她在1318年去世，谥号宣慈皇后（越南语：／）。